# ФК Даугава Даугавпилс
ФК „Даугава“ (преди 2007: ФК „Дитон“) е латвийски футболен клуб от град Даугавпилс. Преименуван е от ФК „Дитон“ на ФК „Даугава“ през 2007 г.

## Кариера
След сезон 2008, когато печелят купата на Латвия, ФК „Даугава“ се слива с другия градски отбор – ФК „Динабург“, като запазват името ФК „Динанбург“. През 2009/10 ФК „Динанбург“ се състезава в Лига Европа, заемайки мястото на ФК „Даугава“. Същия сезон отборът е изваден от Вирслигата поради съмнения в уреждане на мачове. Така Даугавпилс остава без отбор във Вирслигата. По онова време ФК „Даугава“ се състезава в 1. Лига (второто ниво на латвийския футбол). „Даугава“ не успява да се класира за Вирслигата през следващия сезон, но Латвийската Футболна федерация взема решението да им предложи участие. ФК „Даугава“ приема и така участва във Вирслига 2010. От май 2012 г. треньор е бесарабският българин Иван Табанов

## Участие в евротурнирите
| Сезон   | Турнир           | Кръг     |  | Противник         | Домакинство | Гостуване | Общ резултат |
| ------- | ---------------- | -------- |  | ----------------- | ----------- | --------- | ------------ |
| 2011/12 | УЕФА Лига Европа | 1-ви кв. |  | Тромсьо           | 0:5         | 1:2       | 1:7          |
| 2012/13 | УЕФА Лига Европа | 1-ви кв. |  | Судува Мариямполе | 2:3         | 1:0       | 3:3          |

## Български футболисти
- Станимир Господинов: 2007/08 - (29 мача - 0 гола)